# Emil Kvanlid
Emil Kvanlid (4. juli 1911 i Målselv – 1. juni 1998 i Drammen) var en norsk kombineret-løber. I 1932 flyttede han til Drammen, hvor han deltog for Drammens Ballklubb. 
Han vandt flere gange Damenes pokal som den bedste hopper i kombineret-løbet i Holmenkollen. Det store gennembrud kom i 1938, da vandt han kombineret-løbet både i Holmenkollen og under norgesmesterskapet. Han gentog bedriften i 1940. Dette år skulle han have modtaget Holmenkollmedaljen, men på grund af krigen blev dette glemt. 
Først 53 år senere, i 1993, fik Kvanlid Holmenkollmedaljen. I 1996 blev han tildelt Troms skikrets' hædersbevisning.